# Гаятри мантра
Гаятри мантрата (наричана още Савитри) е силно почитаната мантра в Индуизма и по-конкретно ведическата традиция. Някои също така смятат, че тя е и най-древната санскритска мантра.

## Текст
Гаятри мантра се състои от 14 думи, или 24 срички.
Рецитацията на Гаятри мантра е предхождано от ом (oṃ IAST, (на санскрит: ॐ)) и формулата бур бува сваа (bhūr bhuvaḥ svaḥ IAST, (на санскрит: भूर् भुवः स्वः), известна като махавярти (mahāvyāhṛti IAST) („велико (мистично) произнасяне“). Използването на префикси в същинската мантра е описано в Taittiriya Aranyaka (2.11.1-8), която посочва че рецитациите от светите индуски писания трябва да започват с изпяване на сричката ом (oṃ IAST) . След махавярти (mahāvyāhṛti IAST) следва същинската мантра, стихът Mandala 3.62.10:

### НаДеванагариписмеността
на санскрит: ॐ भूर्भुवः॒ स्वः ।
на санскрит: तत्स॑वितुर्वरे॑णियं(तत्सवितुर्वरेण्यं) ।
на санскрит: भ॒र्गो॑ दे॒वस्य॑ धीमहि ।
на санскрит: धियो॒ यो नः॑ प्रचो॒दया॑त् ॥

### НаАТС
Oṃ bhūr bhuvaḥ svaḥ IAST
tát savitúr váreṇ(i)yaṃ IAST
bhárgo devásya dhīmahi IAST
dhíyo yó naḥ prachodáyāt IAST
Според преводът на Ралф Грифит е (превод от английски):
```
 Ом.  „Нека постигнем чудната слава на бога Савитри:

 Така че той да подпомогне нашите молитви.“ 

 – Химни от Ригведа / The Hymns of the Rigveda (1896).

```

## В индуската традиция
В традиционната брахминска практика на Гаявтри мантра, тя е адресирана към Бога като Създател и даващ живот, символизиран от Савитри (слънцето), така че мантрата е най-често рецитирана при изгрев и залез . Вярва се, че практикуващите, които рецитират мантрата постигат мъдрост и просветление чрез Савитри или Слънцето, като репрезентиращо първоначалото и вдъхновението в Света  Рецитацията при изгрев всяка сутрин е част от ритуала на Сандхяванданам. Макар често асоциирана с ритуални приношения може да се рецитира наум и без ритуални действия , практика известна като джапа.